# Episodi di The Royals (seconda stagione)
La seconda stagione della serie televisiva The Royals, composta da 10 episodi, è stata trasmessa sul canale statunitense via cavo E! dal 15 novembre 2015 al 17 gennaio 2016.
In Italia, la stagione è stata pubblicata sulla piattaforma on demand TIMvision il 3 febbraio 2016.

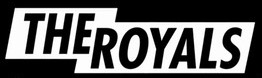
Logo della serie televisiva

| nº | Titolo originale                                                 | Titolo italiano                            | Prima TV USA     | Pubblicazione Italia |
| -- | ---------------------------------------------------------------- | ------------------------------------------ | ---------------- | -------------------- |
| 1  | It Is Not, nor It Cannot Come to Good                            | L’ordine di successione                    | 15 novembre 2015 | 3 febbraio 2016      |
| 2  | Welcome Is Fashion and Ceremony                                  | Stile e cerimonie sono i benvenuti         | 22 novembre 2015 | 3 febbraio 2016      |
| 3  | Is Not This Something More Than Fantasy?                         | Piacere o non piacere                      | 29 novembre 2015 | 3 febbraio 2016      |
| 4  | What, Has This Thing Appear'd Again Tonight?                     | Scegli l’amore                             | 6 dicembre 2015  | 3 febbraio 2016      |
| 5  | The Spirit That I Have Seen                                      | La confessione                             | 13 dicembre 2015 | 3 febbraio 2016      |
| 6  | Doubt Truth to Be a Liar                                         | Una festa memorabile                       | 20 dicembre 2015 | 3 febbraio 2016      |
| 7  | Taint Not Thy Mind, nor Let Thy Soul Contrive Against Thy Mother | Domino                                     | 27 dicembre 2015 | 3 febbraio 2016      |
| 8  | Be All My Sins Remembered                                        | Che tutti i miei peccati vengano ricordati | 3 gennaio 2016   | 3 febbraio 2016      |
| 9  | And Then It Started Like a Guilty Thing                          | Stringere il cerchio                       | 10 gennaio 2016  | 3 febbraio 2016      |
| 10 | The Serpent That Did Sting Thy Father's Life                     | Vendetta                                   | 17 gennaio 2016  | 3 febbraio 2016      |

## L'ordine di successione
- Titolo originale: It is Not, nor It Cannot Come to Good
- Diretto da: Mark Schwahn
- Scritto da: Mark Schwahn

### Trama
Nonostante sia diventato re, Cyrus non ha affatto rinunciato ai suoi atteggiamenti fastidiosi e sopra le righe, al punto di essersi accorto egli stesso che il popolo gli preferisce i principi diseredati Liam ed Eleanor. Per questa ragione, il sovrano decide di richiamare i nipoti a corte e ripristinare i loro titoli, a condizione che non gli facciano ombra. Eleanor fa capire al riluttante Liam che solamente dall'interno potranno scoprire la macchinazione che ha portato alla morte il padre e il fratello maggiore. Con l'aiuto di Jasper, Liam minaccia James Holloway per sapere cosa è successo il giorno della morte di Simon, venendo a sapere che lo zio gli aveva promesso l'incarico di primo ministro. Helena cerca di sistemare le nipoti Penelope e Maribel con il leader degli anti-monarchici Nigel Moorefield.
Cyrus incarica Ted di sorvegliare i principi, chiarendo di non averlo licenziato perché il suo rapporto con Liam può tornargli utile. Liam assume Jasper come nuova guardia del corpo al posto di Marcus, andato via dopo l'ascesa al trono di Cyrus, chiedendogli di essere al suo fianco nella scoperta della verità. Helena vuole che il primo ministro presenti in Parlamento un disegno di legge per cambiare l'ordine di successione, dove si stabilisca che sia lei, e non quelle inette delle nipoti, a succedere a Cyrus. Liam soffre la lontananza da Ophelia che dagli Stati Uniti non gli vuole più parlare. Cyrus ha messo incinta la cameriera Prudence, benché costei non sembri affatto incline a farsi corrompere. Beck si presenta da Eleanor per annunciarle che ha lasciato la sua fidanzata.

## Stile e cerimonie sono i benvenuti
- Titolo originale: Welcome Is Fashion and Ceremony
- Diretto da: Michael Lange
- Scritto da: Mark Schwahn, Johnny Richardson e Scarlett Lacey

### Trama
Cyrus rivela a Liam di avere un cancro ai testicoli, ordinandogli di dirlo soltanto ad Eleanor e nessun altro. A Liam sembra però che lo zio stia costruendo un alibi per la notte dell'omicidio di re Simon. James Hill, un agente con trent'anni di esperienza a Scotland Yard, è la nuova guardia del corpo di Eleanor. Helena suggerisce a Cyrus di scegliere Holloway come il deputato che viene tradizionalmente  "preso in ostaggio" all'inaugurazione dell'anno parlamentare. In realtà si tratta di un modo per punire l'infedele Holloway, facendogli capire che non deve chiacchierare troppo con Liam. Sfidando la leggenda che vuole porti sfortuna ai sovrani di sesso maschile, Cyrus si presenta in Parlamento indossando sulla corona il diamante Koh-i-Noor.
Dopo aver ricordato a Cyrus che fine hanno fatto i re dispotici come Carlo I, il primo ministro viene trovato morto da Helena nel suo ufficio, facendo così sfumare il progetto di modificare la linea di successione. Eleanor porta Liam a una festa in barca, sperando di sollevargli il morale a terra tra Ophelia e una vendetta difficile da compiere. Helena sta lavorando alla costruzione di un monumento in memoria di Simon, anche se Eleanor sottolinea come nessun gesto da parte sua attenuerà il senso di colpa per quello che ha fatto. Cyrus ha fatto appena in tempo a constare come il Koh-i-Noor non gli abbia portato sfortuna, che viene convocato con urgenza dal suo medico. Rani, la vice primo ministro, non si mostra malleabile come il superiore.

## Piacere o non piacere
- Titolo originale: Is Not This Something More Than Fantasy?
- Diretto da: Tom Vaughan
- Scritto da: Mark Schwahn, Johnny Richardson e Scarlett Lacey

### Trama
Liam vola negli Stati Uniti a trovare Ophelia. La rabbia della ragazza è dovuta alla spintarella arrivata da palazzo, di cui Liam si dice assolutamente all'oscuro, che le ha garantito l'ingresso nella compagnia di danza. Preso atto che la storia con Ophelia è al capolinea, Liam le augura buona fortuna, ma lungo il tragitto verso l'aeroporto ordina all'autista di fare retromarcia. Beck trascina Eleanor a un weekend romantico fuori porta, anche per allontanarla dalle sostanze di cui fa un uso eccessivo. Il dottore comunica a Cyrus che non c'è alternativa alla rimozione di uno dei testicoli, assicurandogli che così facendo avrebbe ottime probabilità di guarire. Seguendo i consigli di Lucius, Cyrus inizia a ripulire la sua immagine di istrione per conquistare il sostegno del popolo. Helena entra in attrito con Rani, soprattutto perché la vice primo ministro minaccia di adoperarsi per l'eliminazione della monarchia.
Liam bussa nuovamente alla porta di Ophelia, desideroso di battagliare per riconquistare il suo cuore, scoprendo però che non gli ha detto di convivere con Nick. Tornato a Londra con la coda tra le gambe, Liam è trascinato dagli amici a una festa per guardare oltre. Nello stesso posto è presente anche Eleanor, rientrata delusa dalla scampagnata con Beck, che fa la conoscenza di una modella di nome Mandy. Cyrus è avvilito per il fatto che la stampa, nonostante tutti i suoi sforzi, continui a stare dalla parte di Liam. Sottopostosi all'asportazione del testicolo sinistro, Cyrus vuole mostrarsi forte agli occhi dell'opinione pubblica. Helena cerca di corrompere Rani con un paio di scarpe eleganti, finendo per inimicarsela ulteriormente. Eleanor non vuole contagiare Beck con il suo caos interiore, ma nemmeno vanificare il suo sacrificio di lasciare la moglie. La cameriera Violet si prende cura del convalescente Cyrus, dicendogli che lui è il re d’Inghilterra e non dovrebbe curarsi del consenso popolare.

## Scegli l'amore
- Titolo originale: What, Has This Thing Appear'd Again Tonight?
- Diretto da: Mark Schwahn
- Scritto da: Mark Schwahn

### Trama
L'inaugurazione del monumento commemorativo di re Simon acuisce l'astio di Cyrus verso un popolo che ama tutti i reali tranne lui. Il sovrano decide di annullare l'evento, scatenando uno scontro con Helena che gli ricorda come sia stata lei a metterlo sul trono. Violet non perde occasione di manifestare la propria vicinanza a Cyrus, mostrandosi disponibile a concedersi a lui. Per la prima volta da quando è tornato a palazzo. Eleanor coltiva l'amicizia con Mandy, un modo per stare lontana dal palazzo e dalle sue tentazioni. Avuto il permesso da Liam di avvalersi della collaborazione di Ted, Jasper cerca di scoprire il significato del simbolo sul ciondolo trovato al collo del principe. Moorefield rimane colpito da Maribel quando la ragazza gli mostra il risultato della chirurgia plastica cui si è sottoposta.
Per la prima volta da quando è tornato a palazzo, Liam sferra un attacco diretto a Cyrus, scoprendo il monumento dedicato al padre e definendo lo zio non all'altezza di chi lo ha preceduto sul trono. Helena loda il figlio per il suo comportamento, invitando sia lui che Eleanor a seguire sempre la strada dell'amore. Entrambe stanche degli uomini, Eleanor e Mandy diventano sempre più intime, iniziando una relazione. Helena consegna a Lucius un invito a palazzo per Lacey, senza sapere che Cyrus gli ha commissionato il suo omicidio. A bordo di una vettura completamente ubriaco, Cyrus sfonda il monumento di Simon, dicendo agli attoniti presenti che nemmeno a lui piacciono i sudditi. Vagando di notte nel palazzo, Mandy è avvicinata da Jasper e inizia a baciarlo. I due si conoscono e lui la chiama con il suo vero nome, Samantha.

## La confessione
- Titolo originale: The Spirit That I Have Seen
- Diretto da: Tom Vaughan
- Scritto da: Mark Schwahn, Julia Cohen e Johnny Richardson

### Trama
Cyrus promuove Violet a sua dama di compagnia privata. Il re è in combutta con Rani per insabbiare la distruzione della statua di Simon, addossando la colpa agli anti-monarchici in cambio del suo sostegno per farla diventare primo ministro. Lucius finge con Helena di non essere riuscito a rintracciare Lacey per consegnargli la sua ultima lettera, asserendo che il capitano era arrabbiato con lei. Mangiata la foglia, la regina incarica Ted di trovare Lacey. Jasper pretende che Samantha abbandoni il palazzo, essendo d'intralcio al suo piano, ma la ragazza s'impunta per restare e manovrare Eleanor a proprio piacimento. Le due ragazze finiscono su tutti i giornali per essersi baciate in pubblico. Jasper fornisce a Ted delle false credenziali su Samantha, affinché non emerga la sua vera identità. Cyrus fa arrestare il vignettista Levi Drew per averlo dileggiato sul giornale, annunciando che non sarà più tollerato dissenso nei confronti della corona.
Liam entra sempre più in confidenza con Wilhelmina, una ragazza conosciuta alla partita di polo in cui lo aiutò con James Holloway. Liam esprime il desiderio di abbandonare la vita di corte, ma Wilhelmina gli fa capire come invece debba restare per cambiare le cose dall'interno ed essere d'ispirazione. Il sopralluogo di Ted a casa di Lacey porta Helena a scoprire la verità sul suo omicidio, ordinando di arrestare Lucius. Costui medita il suicidio e Ted, facendo leva sulla sua devozione alla corona, lo sprona a non compiere un gesto vigliacco. Lucius decide quindi di immolarsi, autoaccusandosi dell'omicidio di Simon che avrebbe commesso infliggendogli due pugnalate. Cyrus ed Helena sono lieti di questa confessione, sperando che induca Liam ed Eleanor a non fare più domande sulla morte del padre. Liam però non è di questo avviso. Samantha annuncia a Jasper che assumerà lei il comando delle operazioni che prevedono la sottrazione del Koh-i-Noor alla festa di compleanno dei principi.

## Una festa memorabile
- Titolo originale: Doubt Truth to Be a Liar
- Diretto da: Tara Nicole Weyr
- Scritto da: Johnny Richardson, Mark Schwahn e Scarlett Lacey

### Trama
Samantha convince Eleanor a sfoggiare il Koh-i-Noor quella sera al suo compleanno, intenzionata a scambiarlo con un falso durante la prova del vestito per la festa. A tale scopo, organizza un party a tema luna park a palazzo, dove far ubriacare Eleanor e avere campo libero verso il diamante. Alla festa la principessa si imbatte in Imogen, un'amica conosciuta a un centro di riabilitazione. L'atto di successione è stato approvato in Parlamento, il che significa che le figlie di Cyrus non potranno succedere al trono. Nonostante la notizia dovrebbe renderla felice, Helena è afflitta per l'amaro destino toccato a Lacey, così decide di andare in pellegrinaggio a casa sua. Qui le appare Lacey vivo, sopravvissuto alla sparatoria, anche se è arrabbiato con lei perché sta trascurando i suoi figli. Cyrus sfoggia Violet come sua accompagnatrice al teatro dell'opera.
Lacey consegna a Helena un campione di sangue, avvertendola che, se si dovesse scoprire che i gemelli non sono figli suoi, uscirà dalla sua vita. Liam si accorge che corteggiare Wilhelmina non è affatto semplice, poiché non gli muore dietro come tutte le vecchie fiamme. Samantha riesce a scambiare il Koh-i-Noor con il falso, ma Jasper le impedisce di fuggire e rivela la verità a Eleanor. La principessa fatica a nascondere la delusione per essere stata buggerata, tuttavia consente a Samantha di andarsene con un paio di orecchini. Jasper decide invece di restare a palazzo, non condividendo più l'avidità di Samantha. Furibonda per essere condannata all'infelicità, Eleanor dà fuoco alla festa, risvegliando indirettamente in Liam dei ricordi sulla notte del suo sequestro. Violet incoraggia Cyrus a essere un re migliore rispetto alla cattiva immagine che vuole dare di sé.

## Dominio
- Titolo originale: Taint Not Thy Mind, nor Let Thy Soul Contrive Against Thy Mother
- Diretto da: James Lafferty
- Scritto da: Mark Schwahn, Scarlett Lacey e Johnny Richardson

### Trama
Liam ha riconosciuto, tra le persone presenti alla festa, la ragazza che vide quando si risvegliò con la collana. Una volta rintracciata, Liam riceve da questa il nome di una certa Dominique con cui può parlare. L'arresto del vignettista Levi Drew sta scatenando indignazione nel regno, con Cyrus apertamente accusato di essere un fascista e il pericolo di gravi conseguenze per l'economia britannica. Helena obbedisce alla volontà di Lacey di non trascurare i figli, trascorrendo la giornata con Eleanor per risollevarle il morale e insegnarle come debba fare attenzione a muoversi nel loro mondo scintillante. Ted incontra Jeffrey Stuart, membro della misteriosa organizzazione e fratello della Dominique che Liam sta cercando, apprendendo che costei era il grande amore di re Simon. La granduchessa Alexandra giudica inopportuna la relazione di Cyrus con Violet.
Liam apprende da Truman, fidato ex scudiero di suo padre, che Simon fu costretto a sposarsi con Helena perché Dominique, abile cavallerizza nota alle cronache con il soprannome di Domino, morì a seguito di una caduta da cavallo. Convinto che la sorella sia stata uccisa per impedire alla sua famiglia di arrivare al trono, Jeffrey racconta a Ted come sia intenzionato a rendere un inferno la vita di Helena, colpendola negli affetti a lei più cari. Alexandra avvisa Helena che Cyrus ha comprato un anello di fidanzamento per Violet, il che significa che sposandola diventerebbe regina. Liam scopre che la ragazza da cui ha ricevuto l'indicazione di cercare Dominique è la nipote di questa, da cui peraltro ha ereditato il nome, benché affermi che la sua famiglia non centra nulla con le morti di Simon e Robert. Liam dice a Eleanor di pensare che sia stata la madre a uccidere Dominique.

## Che tutti i miei peccati vengano ricordati
- Titolo originale: Be All My Sins Remembered
- Diretto da: Mark Schwahn
- Scritto da: Mark Schwahn, Johnny Richardson e Scarlett Lacey

### Trama
Dopo aver registrato un discorso ai sudditi in cui ha alzato ulteriormente la tensione, Cyrus si è dato alla pazza gioia con le droghe, perdendo le tracce di Violet. Il mattino seguente brandisce la spada di Stato contro Helena nel suo letto, accusandola di aver fatto sparire l'amata perché durante la registrazione l'aveva apostrofata con parole tutt'altro che garbate. Alexandra libera Helena, colpendo Cyrus alla testa con un vaso. Eleanor si convince che Liam ha ragione a proposito delle accuse rivolte a Helena. Ted ragguaglia Liam sulle ultime scoperte a proposito del simbolo, invitandolo ad affrontare la questione con la madre. Alexandra si prende la responsabilità della morte di Dominique, rivendicando di averlo fatto in nome del superiore interesse della monarchia. Inoltre, la granduchessa adombra di aver ordito la scomparsa di Violet, così da spianare la strada di Helena verso il trono.
La rivelazione di Alexandra è uno shock per Liam ed Eleanor, i quali hanno sempre venerato la nonna. Ted comunica a Cyrus il ritrovamento della macchina di Violet, con tracce di sangue a suffragare l'ipotesi dell'omicidio. Eleanor scopre che la sua guardia del corpo Hill ha abbandonato Scotland Yard perché la morte del fratello l'ha costretto a prendersi cura della nipote. Helena annuncia ad Alexandra che sarà privata del titolo nobiliare, altrimenti finirà in prigione. Cyrus però spiazza entrambe, rivelando che l'anello di fidanzamento non era per Violet, bensì per Prudence, la madre di suo figlio. Eleanor si riconcilia con Helena, ringraziandola per la bella giornata trascorsa insieme il giorno precedente. Liam fa entrare Dominique a palazzo, registrando un video in cui prende le distanze dagli intrighi della sua famiglia e, pur riconoscendo come il padre avesse fatto la scelta giusta schierandosi per la repubblica, lui intende invece costruire una monarchia diversa.

## Stringere il cerchio
- Titolo originale: And Then It Started Like a Guilty Thing
- Diretto da: Les Butler
- Scritto da: Mark Schwahn, Johnny Richardson e Scarlett Lacey

### Trama
Rani vuole togliere di mezzo Liam, la cui presa sull'opinione pubblica rischia di mandare all'aria i suoi piani di abbattere la monarchia, così gli propone un ruolo importante da ambasciatore per i giovani a New York. Ted ordina a Jasper di non condurre indagini sulla morte di re Simon, il cui colpevole Lucius si trova al sicuro in carcere. Helena però vorrebbe farlo rilasciare, considerato che non può essergli addebitato l'omicidio di Lacey, ma Lucius insiste per restare al fresco, anzi esorta la regina a fare attenzione a Cyrus. Eleanor coltiva l'amicizia con Imogen, accorgendosi che la ragazza ha problemi con il suo fidanzato, il gangster russo Viktor. Quando Imogen si presenta con il volto tumefatto, Eleanor vuole aiutarla a scappare, ma Viktor fa irruzione nella stanza d'albergo.
Helena mette in guardia Prudence dal destino che attende il bambino che porta in grembo, la cui vita sarà rigidamente pianificata e sotto l'influenza di Cyrus. Ted e Jasper salvano Eleanor e Imogen da Viktor. Wilhelmina dissuade Liam dall'accettare l'offerta lavorativa di Rani, ricordandogli ancora una volta che il popolo è dalla sua parte. Ted mostra a Jeffrey il filmato in cui Alexandra confessa l'omicidio di Domino. Eleanor confessa a Jasper che, nonostante i passi avanti fatti, sente di non essere ancora riuscita a sconfiggere i suoi demoni. Jasper trova due ragazzini sempre appostati fuori da palazzo, le cui riprese possono aiutarlo a far luce sull'assassinio di Simon. Nel filmato si vede Ted avvicinarsi a Simon e accoltellarlo diverse volte.

## Vendetta
- Titolo originale: The Serpent That Did Sting Thy Father's Life
- Diretto da: Mark Schwahn
- Scritto da: Mark Schwahn, Johnny Richardson e Scarlett Lacey

### Trama
Cyrus comunica a Helena che sposerà Prudence, invitandola a cessare ogni iniziativa ostile nei suoi confronti. Liam pretende di guardare le immagini dell'assassinio di suo padre. Jasper convince il principe a non cedere ai più biechi istinti vendicativi, sottoponendogli un piano che viene successivamente condiviso con Eleanor. Dominique riferisce a Liam di aver ascoltato lo zio annunciare che l'indomani, alla Coppa del Re, verranno mandati in onda filmati che immortalano i membri della famiglia reale intenti a dedicarsi ai loro vizi peggiori, grazie a telecamere disseminate da Ted in tutto il palazzo. Cyrus sposa Prudence contro la sua volontà, costringendola a non lasciare il palazzo finché non avrà partorito il futuro re d'Inghilterra. Helena aderisce all'iniziativa di Liam ed Eleanor, ammettendo di sentirsi responsabile di aver incattivito Ted dopo che questi aveva perso la moglie.
Liam contravviene al piano, salendo a bordo della macchina di Ted e puntandogli contro una pistola. Una telefonata di Eleanor lo dissuade dal fare una pazzia, altrimenti deluderebbe il padre defunto e un intero popolo che crede in lui. Ted confessa di aver ucciso Simon perché consumato dalla rivalsa, mettendo Liam davanti alla scelta se ucciderlo e accampare l'alibi della legittima difesa oppure affrontare le conseguenze dei filmati. Liam sceglie la seconda strada, nel mentre Eleanor e Jasper caricano il video dell'omicidio di Simon che inchioda Ted alle sue responsabilità. Ted mette al sicuro Liam in macchina, prima di subire il linciaggio della folla inferocita. Prudence dà alla luce il figlio di Cyrus, ma scappa da palazzo con l'aiuto di Helena, la quale rivela al sovrano che il loro matrimonio non ha alcun valore, poiché officiato dal suo ginecologo. Helena ordina la riesumazione della salma di Simon, così da poter dimostrare che Liam è il legittimo erede al trono.